# Вихри в океане

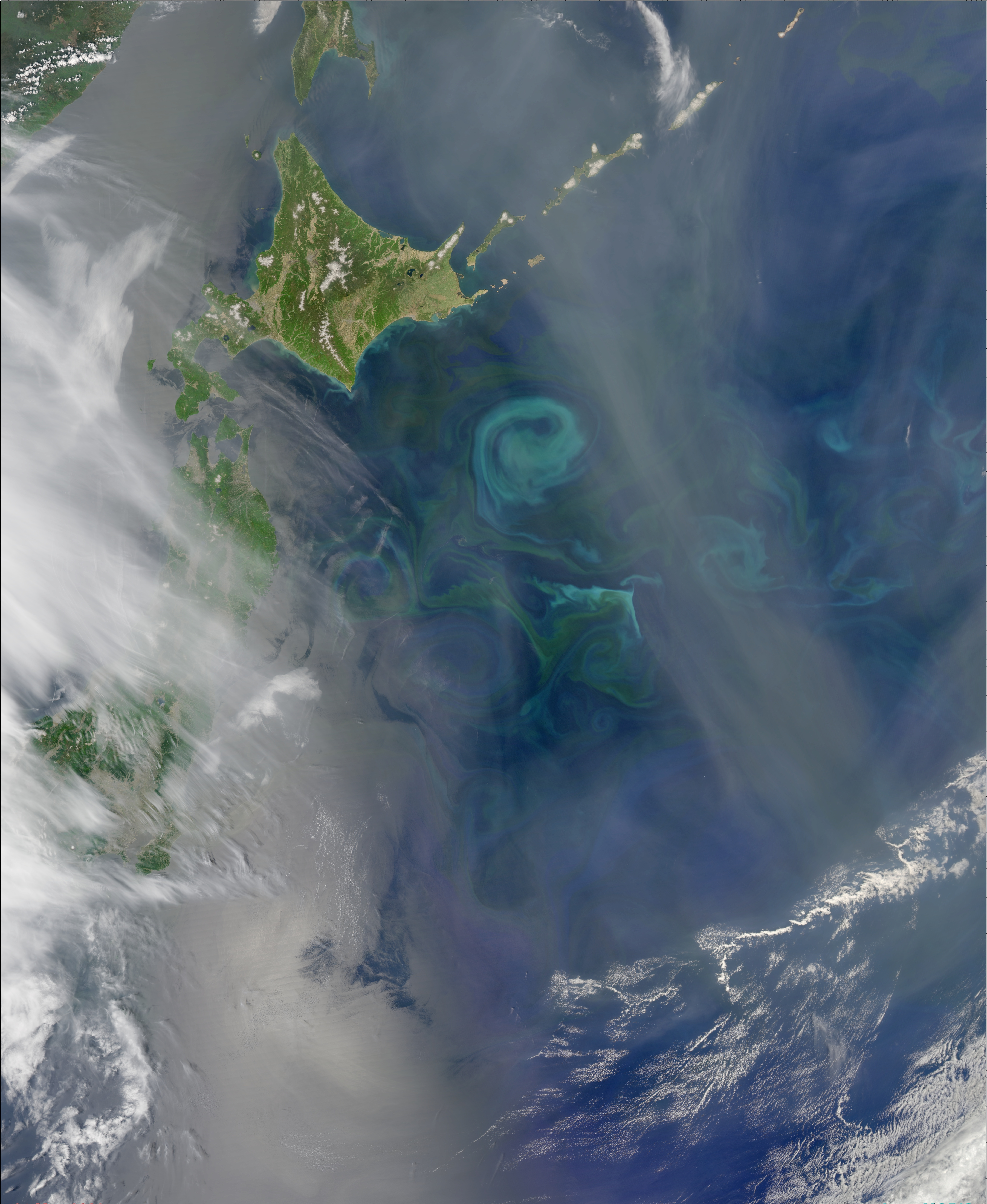
Вихри в океане могут образовываться в результате столкновения течений, а концентрация в них фитопланктона позволяет обнаружить их визуально.

Вихри в океане — круговые движения океанской воды, подобные круговым движениям воздуха в вихрях атмосферы.

## Образование вихрей в океане
Течения океана могут меандрировать, подобно рекам. Сначала течение образует излучину — меандр, которая может увеличиться в размерах и отсоединиться от течения. Края отпочковавшегося меандра соединяются, и он превращается в ринг — кольцо совершающей круговое движение воды, тогда как в центре ринга находится неподвижная вода, охваченная меандром во время его формирования. Например, Гольфстрим на левой окраине своего потока образует антициклонические (вращающиеся по часовой стрелке, если смотреть сверху) ринги диаметром 150—200 км с относительно тёплой водой. На правой окраине Гольфстрим образует циклонические ринги (вращающиеся против часовой стрелки) диаметром около 200 км, несущие относительно холодную воду. Ринги не только вращаются, но и перемещаются в океане, для Гольфстрима их скорость 3—5 см/с, время жизни — от полугода до 3 лет. Похожие на гольфстримовские вихри образует в Тихом океане течение Куросио:103. Вихри, создаваемые Циркумполярным антарктическим течением, как и само течение, бывают от поверхности океана до его дна:100.
В 1950-х гг. В. Б. Штокманом было предсказано образование океанских вихрей в открытом океане, вдали от берегов и струйных течений. Он же предложил методику их поиска и изучения — полигоны в океане. Суть метода заключается в том, что научно-исследовательские суда направляются в определённый район океана, где проводят длительный многомесячный эксперимент — наблюдения и измерения течений на различных глубинах с помощью сети автономных буйковых станций. В первой такой экспедиции, называвшейся «Полигон-67» и организованной Институтом океанологии АН СССР им. П. П. Ширшова, и были открыты вихри такого рода. Они получили название «синоптические вихри открытого океана».
В 2000-х годах, с увеличением точности измерений, проводимых с искусственных спутников Земли, стало возможным обнаруживать и изучать вихри в океане по аномалиям высоты морской поверхности. Эта мысль высказывалась ещё в 1985 году. Поверхность океана над вихрем в океане, по крайней мере над сравнительно приповерхностными из них, на несколько сантиметров возвышается относительно окружающей поверхности океана, если вихрь несёт тёплую воду, и на несколько сантиметров заглублена относительно окружающей поверхности океана, если вихрь несёт холодную воду. Альтиметры некоторых современных спутников, таких, как TOPEX/Poseidon, ERS-1 и ERS-2 уже способны обнаруживать такие сантиметровые возвышенности или низменности, причём на всей поверхности Мирового океана. По картам, составленным на основе данных с этих спутников, учёные проводят глобальный поиск вихрей в океане и наблюдение за их перемещением.

## Миграции тропических видов с вихрями в океане
Теплолюбивые пелагические организмы, попадая в такие вихри, могут появляться в бореальных холодных регионах, где они в норме не встречаются. Так, например, в относительно холодной части Японского моря у берегов Приморского края с вихрями течения Куросио встречаются такие тропические рыбы, как катраны, тунец, а также, например, морские змеи.

## Изучение синоптических вихрей в океане

### «Полигон-67»
Эксперимент проводился Институтом океанологии АН СССР им. П. П. Ширшова в Аравийском море (бассейн Индийского океана) в 1967 году.

### «Полигон-70»
Эксперимент проводился Институтом океанологии АН СССР им. П. П. Ширшова в зоне действия Северного пассатного течения (бассейн Атлантического океана) в феврале—сентябре 1970 года.

### МОДЕ
Эксперимент проводился американскими учёными в Саргассовом море (бассейн Атлантического океана) в марте—июне 1973 года.

### ПОЛИМОДЕ
Эксперимент проводился советскими и американскими учёными в Саргассовом море (бассейн Атлантического океана) с июля 1977 года по сентябрь 1978 года.

### «Мезополигон»
Эксперимент проводился Институтом океанологии АН СССР им. П. П. Ширшова в северной части Атлантического океана в апреле — июне 1985 года.

### «Мегаполигон»
Эксперимент проводился Институтом океанологии АН СССР им. П. П. Ширшова к востоку от Японии и северу от течения Куросио (бассейн Тихого океана) в июне — ноябре 1987 года.